# Galebovo gnijezdo
Galebovo gnijezdo, roman za djecu crnogorskog književnika Anta Staničića. Objavila ga je 1980. u Beogradu nakladnička kuća Nolit.
Politikin zabavnik nagradio je Staničića za Galebovo gnijezdo 1981. godine književnom nagradom kao najbolje djelo za mlade.